# Korpus Bezpieczeństwa
Korpus Bezpieczeństwa (KB) – polska wojskowa organizacja konspiracyjna działająca od końca 1943 głównie na obszarze Generalnego Gubernatorstwa, początkowo podległa Armii Krajowej, a w 1944 uznała Krajową Radę Narodową i Polski Komitet Wyzwolenia Narodowego.
Korpus Bezpieczeństwa wywodził się z Organizacji Wojskowej utworzonej w październiku 1939 przez Witolda Orzechowskiego ps. „Longinus”, który powoływał się na wytyczne otrzymane bezpośrednio od gen. Władysława Sikorskiego. Latem 1941 został przez Niemców aresztowany W. Orzechowski. W 1942 OW została przemianowana na Kadrę Bezpieczeństwa. W lipcu tego roku KB został podporządkowany Komendzie Głównej Armii Krajowej, a z jej ramienia szefowi Oddziału VIII (Szefostwo Biur Wojskowych) płk. Ludwikowi Muzyczce ps. „Benedykt”. Następnie rozpoczęto na polecenie Komendanta Głównego AK gen. Stefana Roweckiego ps. „Grot” przeformowywanie oddziałów i służb KB w Wojskowy Korpus Służby Bezpieczeństwa.
W listopadzie 1943 Kadra Bezpieczeństwa została z kolei przemianowana na Korpus Bezpieczeństwa. W jego skład weszły też inne podziemne organizacje, jak Strażacki Ruch Oporu „Skała”, Zbrojne Wyzwolenie, Związek Powstańców Śląskich. Korpus Bezpieczeństwa politycznie podlegał Radzie Obrony Narodu. Prowadził działalność propagandową, dywersyjno-sabotażową, przygotowywał kadry do administrowania po wojnie ziemiami zachodnimi i północnymi (określanymi jaki Ziemie Postulowane). Organizacja działała na terenie województw: warszawskiego, krakowskiego, lubelskiego, łódzkiego, kieleckiego i wileńskiego, a niewielkie grupy w Bydgoszczy, Gdyni, Katowicach, Toruniu. Istniały też nieliczne oddziały partyzanckie KB. Po aresztowaniu drugiego Komendanta Głównego KB w grudniu tego roku część nowego dowództwa, wywodzącego się ze Zbrojnego Wyzwolenia, nie zrywając jednak związków z AK, nawiązywała wbrew woli większości Komendy Głównej tajne kontakty z Polską Armią Ludową, tj. wojskową formacją Robotniczej Partii Polskich Socjalistów. Jego przywódcy lawirowali odtąd pomiędzy AK a lewicowymi socjalistami z RPPS i PAL, pozostając na krawędzi Polskiego Państwa Podziemnego. 26 lipca 1944 KB zawarła porozumienie o współpracy z AL, zaś 27 lipca z PAL tworząc Połączone Siły Zbrojne AL, PAL i KB. Pod koniec lipca 1944 część Komendy Głównej KB z Komendantem Głównym płk. Andrzejem Petrykowskim ps. „Tarnawa” i oficerem sztabu płk. Leonem Bąkowskim ps. „Rawicz” udała się do Lublina, gdzie nawiązali kontakt z wkraczającym na ziemie polskie WP i Polskim Komitetem Wyzwolenia Narodowego, podporządkowując im swoją organizację.
Oddziały KB lub wywodzące się z tej organizacji uczestniczyły w powstaniu warszawskim. Należały do nich:
- Batalion Szturmowy „Nałęcz” por. Stefana Kaniewskiego ps. „Nałęcz” (Stare Miasto),
- Batalion Szturmowy „Jur-Radwan” por. Tadeusza Osińskiego ps. „Jur” (Śródmieście Północne),
- Batalion „Sokół” rtm. Władysława Olszowskiego ps. „Sokół” (Śródmieście Południowe),
- Batalion „Topór” mjr Zygmunta Balickiego ps. „Topór” (Śródmieście Południowe, wchodziło w skład Zgrupowania „Zagończyk”),
- Pluton „Stetko” por. Kazimierza Kanioka ps. „Stetko” (Śródmieście Północne, wchodziło w skład Zgrupowania „Bartkiewicz”),
- Pluton „Żarski” ppor. Władysława Zajdlera ps. „Żarski” (Śródmieście Południowe, wchodziło w skład Batalionu „Ruczaj”),
- Grupa „Zawieja” rtm. Jana Dręsko ps. „Zawieja” (Śródmieście Północne),
- Kompania saperska „Gryka” kpt. Gryczyńskiego ps. „Gryka” (Mokotów),
- służba kobiet KB na czele z kpt. Jadwigą Makowiecką ps. „Pomian”.
- Straż Obywatelska pod dowództwem mjr. Władysława Grzankowskiego ps. „Prus”.

Liczebność żołnierzy KB wynosiła – według różnych źródeł – od ponad 600 do ok. 1200 ludzi. Oddziały KB pod dowództwem szefa sztabu KG KB, płk. Leona Korzewnikjanca ps. „Doliwa” zostały taktycznie podporządkowane KG AK. Część z nich nie miała jednak broni i dlatego używano ich do prac pomocniczych. 15 września oddziały KB współtworzyły Połączone Siły Zbrojne AL, PAL i KB na czele z płk. Julianem Skokowskim, którego zastępcą został płk L. Korzewnikjanc i podporządkowały się Krajowej Radzie Narodowej.
Obecnie w Warszawie przy ul. Boduena 4, gdzie podczas Powstania mieściła się początkowo Komenda Główna i szpital polowy KB, znajduje się tablica upamiętniająca żołnierzy tej organizacji.